# Trả bao nhiêu tùy thích
Trả bao nhiêu tùy thích (tiếng Anh: Pay what you want, viết tắt PWYW), hay trả tuỳ tâm, là một trong những chiến lược định giá cho sản phẩm/ dịch vụ như: định giá thâm nhập thị trường, định giá Freemium, định giá cao cấp, định giá hớt váng, định giá theo tâm lý,...

## Định nghĩa
Trả bao nhiêu tùy thích (PWYW) là một chiến lược định giá cho phép khách hàng đưa ra quyết định về mức giá họ sẽ trả đối với một sản phẩm hoặc dịch vụ, thậm chí có thể bằng không. Việc trả bao nhiêu tùy thích của khách hàng cho phép người bán kiểm tra nhu cầu thị trường mà không cần biết độ co giãn của giá đối với sản phẩm/ dịch vụ. Trong một số trường hợp, người bán có thể đặt giá sàn tối thiểu hoặc giá đề xuất, nhưng người mua có quyền trả cao hơn, hoặc thấp hơn, hoặc không trả gì đối với sản phẩm/ dịch vụ đó.
Khác với các hình thức định giá thông thường mà người bán đưa ra mức giá niêm yết để người mua tuân thủ, PWYW là một hình thức với sự tham gia của người mua là trung tâm và mang yếu tố quyết định trong việc định giá, hay còn được gọi là đồng định giá (co-pricing), là một hình thức của đồng sáng tạo (co-creation).[2]
Hai hình thức thông dụng của PWYW là đặt giá trước khi mua và đặt giá sau khi trải nghiệm (tương tự như tiền boa).
PWYW đã xuất hiện rất sớm trong lịch sử dưới dạng: tiền boa, bố thí, từ thiện,... Tuy nhiên, PWYW vẫn còn mới lạ và chưa được ứng dụng nhiều trong kinh tế. Nhận ra được những lợi ích đáng kể mà PWYW đem lại cũng như một số nghiên cứu thực nghiệm cho thấy PWYW có thể làm gia tăng doanh thu và lợi nhuận, ngày càng có nhiều cá nhân và tổ chức đã áp dụng PWYW vào công việc kinh doanh của mình và thu hút được sự chú ý. Bên cạnh đó, cũng có một số hoài nghi đặt ra về mức độ hiệu quả của PWYW cũng như cách thức làm thế nào để sử dụng PWYW thành công.

### Cách gọi khác của PWYW
“Pay what you want” cũng có thể được gọi là: “pay what you wish”, "pay what you feel", "pay as you wish", "pay as you like", "pay what you will", "pay as you will",...đều có nghĩa là trả bao nhiêu tùy thích, trả theo giá mà bạn muốn.

### PWYW và PWYC
Cần phân biệt giữa PWYW (trả bao nhiêu tùy thích) và PWYC (Pay what you can: trả những gì bạn có thể). PWYC thường hướng đến mục đích từ thiện và các hoạt động về cộng đồng, khách hàng dựa trên khả năng của bản thân để đưa ra một mức giá. Trong khi đó, PWYW thường hướng đến giá trị cảm nhận về sản phẩm và khách hàng đưa ra mức giá dựa trên khả năng cũng như mức độ sẵn lòng chi trả.

### PWYC và NYOP
Có sự khác nhau giữa PWYW và NYOP (Name your own price: nêu mức giá của bạn). Các hình thức phổ biến của NYOP là: mặc cả, đấu giá,... NYOP cho phép người mua đưa ra giá đề xuất cho sản phẩm và giao dịch chỉ xảy ra khi người bán chấp nhận mức giá này. Đối với NYOP, người bán có quyền xem xét và lựa chọn mức giá được cho là phù hợp và đem lại lợi nhuận cao hơn, khác với PWYW, người bán phải chấp nhận ở mọi mức giá mà người mua đưa ra, thậm chí là bằng 0.

## Động cơ của PWYW

### Đôi bên cùng có lợi
- Trao quyền cho người mua trong việc định giá có thể sẽ đem lại những thành công đáng kể trong vài trường hợp bởi vì việc này có thể sẽ loại bỏ những yếu tố bất lợi của việc định giá thông thường. Người mua dễ bị thu hút bởi việc có thể trả bao nhiêu tùy thích bởi họ không hề thích rủi ro. Khi trả bao nhiêu tùy thích, người mua sẽ không phải lo sợ rằng sẽ phải trả một khoản tiền không đáng so với mức giá cho sẵn, dẫn đến việc cảm thấy thất vọng và hối hận khi phải bỏ tiền cho sản phẩm hoặc dịch vụ không tương xứng với mong muốn và nhận định của họ.[2]
- Đối với người bán, điều này tránh được những thách thức và tốn kém cho việc nghiên cứu và xem xét để đưa ra một mức giá hợp lý. PWYW cho phép họ biết được khách hàng nhận định như thế nào về sản phẩm và mức giá họ sẽ chi trả cho sản phẩm. Điều này giúp người bán có thể dễ dàng xác định được giá bán mà không cần phải tốn quá nhiều chi phí và công sức về việc nghiên cứu thị trường.[2]

PWYW đã làm biến đổi mối quan hệ mâu thuẫn về lợi ích giữa người mua và người bán khi tập trung vào giá cả trở thành một mối quan hệ tương hỗ đôi bên cùng có lợi khi tập trung vào giá trị của sản phẩm/dịch vụ và lòng tin giữa đôi bên với nhau; đồng thời cũng giải quyết được vấn đề nhận thức về giá trị của sản phẩm/ dịch vụ và độ nhạy về giá là khác nhau ở mỗi khách hàng. Mặc dù hầu hết PWYW chỉ được sử dụng cho những dịp khuyến mãi đặc biệt, vẫn có rất nhiều nỗ lực gần đây mong muốn sẽ sử dụng chiến lược này rộng rãi và thường xuyên hơn.
Tuy nhiên, sự chuyển giao quyền lực cho khách hàng trong việc định giá lại là con dao hai lưỡi. Với PWYW, nhiều khách hàng không trung thực và có thể bỏ đi mà không phải trả bất cứ điều gì, hoặc trả thấp hơn những gì họ ước tính về giá trị của sản phẩm. Hoặc khách hàng có thể trung thực, nhưng lại cảm thấy bối rối về việc suy nghĩ một mức giá phù hợp và đưa ra mức giá không tương xứng với nhận định của họ.

### Phân biệt giá(price discrimination)
Một nguyên nhân khác mà người bán áp dụng chiến lược giá PWYW, đó là phân biệt giá. Hãy nghĩ về giá tiền bạn sẽ trả cho một phần bơ nghiền bữa sáng. Đối với một số người, câu trả lời sẽ là $10, một số khác sẽ là $20. Nhà hàng định giá cho sản phẩm này là $15, điều này sẽ làm mất đi khá nhiều khách hàng là những người chỉ sẵn lòng trả là $10 và cũng bỏ lỡ việc thu lợi nhuận từ những người sẵn lòng trả $20. Cho phép khách hàng có thể trả với mức giá họ muốn, nhà hàng sẽ có thể thành công trong việc phục vụ cho những nhóm khách hàng này. Nếu chi phí bỏ ra cho món bơ nghiền là đủ thấp so với tổng mức giá khách hàng chi trả, cửa hàng sẽ có được lợi nhuận cao hơn, đặc biệt là lợi nhuận từ những khách hàng chi trả nhiều hơn so với mức giá cho sẵn.

### Thâm nhập thị trường
PWYW cũng là một công cụ hiệu quả để thâm nhập một thị trường mới hoặc giới thiệu một thương hiệu mới. Chiến lược này dễ dàng thu hút số lượng lớn người mua bởi vì ngay cả những người tiêu dùng có định giá rất thấp cũng có thể trả số tiền nhỏ hơn cho cùng một sản phẩm.

### Cạnh tranh
PWYW cũng là một cách để có thể loại bỏ hoặc giảm bớt sự cạnh tranh, đặc biệt là ở khía cạnh giá. Trong khi đối thủ đưa ra mức giá cho sản phẩm/dịch vụ và khách hàng buộc phải trả đúng mức giá thì PWYW cho phép khách hàng có thể trả ít hơn. Điều này không chỉ giúp thu hút số lượng lớn khách hàng mà còn là ưu thế giúp loại bỏ đối thủ ra khỏi thị trường.

## Ví dụ về PWYW

### Áp dụng PWYW thành công

#### Radiohead
Vào tháng 10 năm 2007, ban nhạc rock người Anh Radiohead phát hành album mới nhất  “In Rainbows” ở trên Internet thông qua trang web của họ. Nhóm nhạc cho phép mọi người tải album với bất kỳ giá nào mà họ thích, thậm chí là miễn phí. Kết quả là, việc tải album mới của Radiohead thông qua PWYW tạo ra nhiều lợi nhuận hơn so với tất cả các album trước đó của nhóm cộng lại. Nếu Radiohead bán album này qua một công ty thu âm, giá của album này sẽ là $14,99 và Radiohead sẽ nhận được 15% mỗi album ($2,25), thậm chí có thể thấp hơn ($1,40) nếu được bán qua iTunes. Vì vậy, họ quyết định áp dụng chiến lược PWYW. Kết quả là: 38% người tải album này đã trả một mức giá trung bình là $6 và 62% còn lại đã tải album miễn phí. Nghĩa là giá trung bình mà mỗi người khi tải album này đã trả $2,26, cao hơn so với việc bán qua các công ty thu âm. Chỉ trong 24 ngày, album đã có 2,3 triệu lượt tải xuống, với 400,000 lượt tải xuống qua BitTorrent trong ngày đầu tiên.

#### Panera Bread
Vào năm 2010, Panera Bread bắt đầu sử dụng mô hình PWYW tại năm địa điểm của Panera Cares, cho phép khách hàng trả bao nhiêu tùy thích cho mỗi món họ chọn trong thực đơn. Những quán cà phê cộng đồng phi lợi nhuận này đã được công ty đã sử dụng để nâng cao nhận thức về nạn đói và thực hiện các chương trình đào tạo nghề cho người nghèo, và đã mang lại khoảng 70% doanh thu tăng thêm đối với một cửa hàng Panera truyền thống. Panera Cares đã làm no bụng những ai đi ngang qua cửa hàng, thậm chí cả những người không có khả năng trả tiền.
Đầu năm 2013, Panera đã thử một mô hình biến thể của Panera Cares, cung cấp món gà tây cay với kế hoạch giá PWYW tại 48 cửa hàng Panera Bread tại thành phố St. Louis. Giá đề xuất là $5,89. Mặc dù đã thu hút được sự quan tâm ban đầu nhưng Panera đã từ bỏ chiến dịch sau 4 tháng với khoảng 15,000 bữa ăn cung cấp cho khách hàng. Người phát ngôn của Panera tuyên bố chiến dịch này là một thành công, nhưng họ không cảm thấy đủ với những gì họ nhận được.

#### Humble Bundle
Humble Bundle được thành lập vào năm 2010, là một nền tảng chủ yếu cung cấp video game. Humble Bundle đã sử dụng mô hình PWYW ngay những ngày đầu tiên, cho phép người dùng trả bao nhiêu tùy thích cho các gói trò chơi trên máy tính cá nhân. Khách hàng sẽ trả bao nhiêu tùy thích và số tiền có được sẽ chia cho cửa hàng Humble Bundle, những người phát triển game và quyên góp từ thiện. Khi người dùng trả nhiều hơn, họ sẽ được mở khóa nhiều trò chơi hơn trong một gói. Giá trung bình của gói trò chơi sẽ tăng lên khi có nhiều người mua hơn. Nếu trả với mức giá lớn hơn hoặc bằng mức trung bình, người dùng sẽ mở được khóa những phần thưởng trong gói trò chơi, khuyến khích người mua chi trả nhiều hơn. Doanh số của một vài gói trò chơi đã vượt 1 triệu đô la, cho thấy rằng Humble Bundle đang thực hiện rất tốt mô hình PWYW này.

#### Paste Magazine
Chứng kiến sự thành công của Radiohead, “Paste Magazine” quyết định sử dụng mô hình PWYW với chương trình khách hàng đăng ký đọc tạp chí trong vòng 1 năm trong thời gian 2 tuần. Kết quả là, Paste đã có hơn 30,000 người đăng ký, thông thường, để đạt được số lượng đăng ký này, Paste phải gửi 2 triệu bức thư trực tiếp đến tay khách hàng. Tại thời điểm này, Paste Magazine còn khá mới lạ và rất cần người đăng ký cũng như gia tăng mức độ nhận diện thương hiệu. PWYW đã giúp Paste gia tăng một số lượng lớn người đăng ký, và khách hàng phải sử dụng tạp chí này trong cả 1 năm.

#### Wikipedia
Wikipedia - bách khoa toàn thư trực tuyến khổng lồ, đã sử dụng mô hình PWYW trong nhiều năm. Wikipedia miễn phí truy cập, nhưng luôn cho phép người dùng quyên góp bất kỳ số tiền nào họ muốn để hỗ trợ việc lưu trữ và chỉnh sửa các trang thông tin. Họ cũng chạy các chương trình quyên góp một vài lần mỗi năm, nhắc nhở và gợi nhớ người dùng trả bất cứ bao nhiêu tùy thích để giúp Wikipedia tiếp tục hoạt động.
Đối với Wikipedia, mô hình PWYW đã thành công rực rỡ, giúp họ nhận được hơn 112 triệu đô la trong thời gian quyên góp 2018-2019.

### Áp dụng PWYW thất bại
Tháng 10 năm 2016, một nhà hàng mới ở Quý Dương, Trung Quốc đã quyết định sử dụng PWYW như một chiến lược giá thử nghiệm. Nhà hàng vừa mới mở cửa và muốn khuyến khích càng nhiều khách hàng dùng thử càng tốt. Vì vậy, nhà hàng đã ra mắt với một chương trình khuyến mãi giá PWYW trong một thời gian giới hạn. Trong chương trình khuyến mãi này, khách hàng có thể đặt bao nhiêu đồ ăn tùy thích và trả bất cứ thứ gì họ muốn sau bữa ăn. Nhà hàng dự tính sẽ mất một số chi phí nhưng bù lại, có được những khách hàng mới sẽ quay trở lại. Nhưng những gì xảy ra với nhà hàng thực sự là một thảm họa. Trong vòng một tuần, nó đã mất hơn 100.000 RMB (khoảng $15.000 vào thời điểm đó). Tệ hơn nữa, một ngày sau khi chương trình khuyến mãi kết thúc, không một người nào xuất hiện để ăn ở đó với giá thông thường, khiến các chủ nhà hàng vô cùng thất vọng. Chủ sở hữu tiếc nuối: “Nếu thức ăn hoặc dịch vụ của chúng tôi là vấn đề, thì đó sẽ là một chuyện. Nhưng theo phản hồi của khách hàng, các món ăn của chúng tôi đều đầy đủ và ngon miệng. Chỉ là các khoản thanh toán không khớp với các việc định giá của khách hàng.”

## Các nghiên cứu về PWYW
Những nghiên cứu về PWYW còn khá mới và ngày càng được quan tâm nhiều hơn. Với trường hợp đáng chú ý như Radiohead, các nhà kinh tế học và các nhà nghiên cứu đã tiến hành nhiều cuộc nghiên cứu chú ý đặc biệt đến những khía cạnh hành vi mua hàng và bằng cách nào người bán có thể đạt được mức giá mong muốn. Sau đây là một số nghiên cứu về PWYW:
- Nghiên cứu đầu tiên được tiến hành bởi những nhà nghiên cứu tại Đức là Kim và các đồng nghiệp, được công bố vào năm 2009 trong "Journal of Marketing", đây cũng được xem là nghiên cứu học thuật đầu tiên về PWYW. Ngoài việc giới thiệu về khái niệm và giải thích cách hoạt động của PWYW, bài nghiên cứu này còn bao gồm những nghiên cứu thực nghiệm về hai nhà hàng và một rạp chiếu phim thực hiện chiến lược PWYW trong một khoảng thời gian. Sau đó, các nhà nghiên cứu phân tích hành vi của hơn 600 khách hàng. Kết quả là: Đầu tiên, họ nhận ra rằng tất cả mọi người đều trả tiền. Không ai yêu cầu trả cho sản phẩm/ dịch vụ với mức giá là 0 cả. Giá tiền trung bình được trả thấp hơn 15% so với giá thông thường. Tuy nhiên, số lượng người mua trong suốt thời gian thực hiện PWYW đã tăng 10% Đối với hai nhà hàng thì lợi nhuận trung bình tăng lên, nhưng lại giảm đối với rạp chiếu phim. Nhìn chung, chiến lược này đã cho thấy rằng PWYW có thể thật sự sinh lợi trong những điều kiện nhất định.[9]
- Trong một nghiên cứu mới hơn, một nhóm những nhà học giả quốc tế nghiên cứu về vấn đề thời gian của chiến lược PWYW. Những nhà học giả này tiến hành một chuỗi các nghiên cứu để tìm hiểu về tính hiệu quả của chiến lược này dưới điều kiện thời gian khác nhau. Cụ thể, họ yêu cầu một nhóm khách hàng đưa ra một mức giá trước khi có được sản phẩm/ dịch vụ và một nhóm khách hàng khác đưa ra mức giá sau khi có sản phẩm/ dịch vụ. Họ tiến hành nghiên cứu này tại một tàu biển du lịch tại Anh với sản phẩm là những tấm ảnh lưu niệm. Họ nhận ra rằng người mua sẵn lòng trả với mức trung bình là £5,25 trước khi họ thấy bức ảnh nhưng sau khi đã thấy bức ảnh, mức tiền họ sẵn sàng chi trả là £6,92. Kết quả này đưa ra giả thuyết rằng người mua có khuynh hướng trả nhiều hơn sau khi nhìn thấy sản phẩm/ dịch vụ bởi vì họ sợ rủi ro. Khi không nhìn thấy sản phẩm, họ hoài nghi về chất lượng của sản phẩm và không biết chắc chắn mình sẽ nhận được gì. Trải nghiệm khách hàng cung cấp nhiều thông tin hơn về sản phẩm, giúp họ chắc chắn hơn về giá trị sản phẩm mình sẽ nhận được, từ đó, trả giá cao hơn.[9]
- Một cuộc nghiên cứu khác về tính hiệu quả của PWYW được tiến hành vào tháng 1/2009 với quy mô lớn tại một công viên giải trí với sự tham gia của Ayelet Gneezy, Uri Gneezy, Leif D. Nelson và Amber Brown. Nghiên cứu được thực hiện bằng cách bán những tấm ảnh tàu lượn siêu tốc cho những người ghé công viên, kết quả cho thấy rằng, mặc dù có rất nhiều người mua những tấm ảnh, nhưng giá trả trung bình rất thấp ($0,92), nghĩa là doanh thu không hề tăng. Tuy nhiên, khi PWYW được gắn với động cơ từ thiện (người mua được cho biết rằng họ muốn trả bao nhiêu tùy thích và một nửa số tiền họ trả sẽ được quyên góp cho việc hỗ trợ bệnh nhân), mức giá mà mọi người chi trả tăng lên đáng kể (tăng đến $6,50), dẫn đến doanh thu tăng vọt.[10]
- Trong một chuỗi thí nghiệm được kiểm soát trong phòng thí nghiệm của Klaus M. Schmidt, Martin Spann và Robert Zeithammer, họ nhận ra rằng PWYW có thể khả thi ở thị trường độc quyền nhưng lại ít đem lại hiệu quả trên thị trường cạnh tranh bởi nó không đẩy những đối thủ là những người bán với mức giá cho trước ra khỏi thị trường. Thay vào đó, sự tồn tại của những đối thủ có giá niêm yết sẽ ngăn cản người bán áp dụng PWYW thâm nhập vào thị trường. Khi đưa ra lựa chọn, hầu hết người bán đều quyết định đưa ra mức giá cho trước hơn PWYW.[11]
- Một nghiên cứu về PWYW tìm kiếm những yếu tố quyết định về giá của người tiêu dùng đối với ứng dụng iProduct, ứng dụng cung cấp các phương pháp giảng dạy và các bài học cho những người có tiềm năng phát triển ứng dụng trên App Store (iOS). iProduct được cung cấp miễn phí khi mua trên App Store, bao gồm việc cho phép người dùng trả tiền/quyên góp bao nhiêu tùy thích cho những gì có trong ứng dụng. Nghiên cứu đã kiểm tra tầm quan trọng của 4 yếu tố khi quyết định giá PWYW của người dùng: sự công bằng (sự bồi thường thích đáng cho người bán), lòng trung thành đối với người bán, nhận thức về giá (chủ yếu là tập trung vào mong muốn được trả với mức giá thấp) và số lượng bao nhiêu người sẽ sử dụng sản phẩm. Nghiên cứu chỉ ra rằng nhận thức về giá ảnh hưởng tiêu cực đối với giá được trả (khuyến khích trả thấp hơn), trong khi cách sử dụng và lòng trung thành lại ảnh hưởng tích cực đối với giá được trả cho sản phẩm (khuyến khích trả cao hơn). Sự công bằng hầu như không có ảnh hưởng lớn đến điều này.[12]
- Một nghiên cứu sau đó tập trung vào triển vọng của PWYW. Một điều tra được tiến hành bởi những nhà nghiên cứu của trường đại học Ruhr, Bochum để kiểm tra xem những giao dịch lặp đi lặp lại của môi trường PWYW. Bằng cách sử dụng mô hình tăng trưởng tiềm tàng, họ nhận thấy rằng giá trung bình được trả giảm đáng kể, và giá giảm trên cả mỗi lần giao dịch.[13]

## Làm thế nào để áp dụng PWYW hiệu quả?
1. Chi phí biên thấp
2. Khách hàng có ý định sòng phẳng
3. Sản phẩm có thể bán được ở nhiều mức giá khác nhau (VD: người mua $3, $10 hay $20 đều có cái lý của họ)
4. Người mua và người bán có mối quan hệ tốt
5. Thị trường rất cạnh tranh

### Chi phí biên thấp
PWYW là một chiến lược cực kỳ hấp dẫn cho những sản phẩm có chi phí biên thấp như “sản phẩm” kỹ thuật số (sách điện tử, phần mềm, hình ảnh kỹ thuật số, tệp nhạc,...). Đối với những sản phẩm này, chi phí của mỗi đơn vị sản phẩm tăng thêm rất thấp, thậm chí là bằng 0 bởi vì việc tạo ra các bản sản phẩm tiếp theo là khá dễ dàng và không tốn nhiều chi phí. Trong khi với chiến lược PWYW, khó mà lường trước được khách hàng sẽ trả với mức giá bao nhiêu đối với một sản phẩm. Chính vì thế, chi phí của mỗi đơn vị sản phẩm tăng thêm càng thấp, càng giảm bớt rủi ro bị lỗ khi doanh thu thấp hơn chi phí. Những ví dụ về các “sản phẩm” kỹ thuật số của Radiohead, Wikipedia, Humble Bundle, Paste Magazine là một trong những ví dụ thành công khi áp dụng PWYW.